# Сражение при Рымнике
Сражение при Рымнике — одно из главных сражений Русско-турецкой войны 1787—1791 годов, окончившееся разгромом турецкой армии.

## Предыстория
По состоянию на август 1789 года, отряд Суворова (12 батальонов пехоты, 3 карабинерных и 2 казачьих полка), входивший в состав Украинской армии (командующий — Николай Репнин), находился у города Бырлад. В районе города Фокшаны был сосредоточен австрийский корпус принца Саксен-Кобургского численностью в 18 тысяч человек.
После поражения в сражении под Фокшанами 21 июля (1 августа) 1789 года турки укрылись в крепостях по реке Дунай. Все сведения об османских силах, получаемые русским командованием вплоть до 20 августа (31 августа), не указывали на возможность каких-либо активных действий с их стороны, но с начала сентября начали поступать данные о том, что турки расширили своё военное присутствие на театре военных действий и приступили к переправе на левый берег Дуная.
Великий визирь Юсуф-паша (Коджа Юсуф-паша), направив в поход на Тобак-Фальчи часть турецких воинов под началом Джезаирли Гази Хасан-паши, собрал в Браилове большое войско. План действий, намеченный великим визирем, сводился к следующему: пользуясь численным превосходством, нанести поражение австрийцам у Фокшан, в ту же ночь выдвинуться к Бырладу и опрокинуть небольшой отряд Суворова (Юсуфу-паше было известно о малочисленности этого соединения), после чего развить наступление на Яссы для соединения с силами Джезаирли Гази Хасан-паши. План был удачно составлен, но требовал энергии, быстроты и смелости в исполнении как от самого великого визиря, так и от Хасан-паши. Тем не менее, отряд Хасан-паши уже 7 сентября (18 сентября) был разбит войсками Николая Репнина в сражении на реке Сальче, а сам Юсуф-паша действовал вяло.
4 сентября (15 сентября) авангард войска великого визиря достиг реки Бузео и занял Градешты. Узнав об этом, командующий австрийским корпусом принц Кобургский запросил помощи отряда Суворова. В 11 часов утра 7 сентября (18 сентября) русский полководец получил послание принца и немедленно отдал приказ выступить на Текуч. Для того, чтобы как можно быстрее соединиться с австрийцами, Суворов выбрал кратчайший маршрут движения — прямо на Текуч и Фокшаны.
Между тем войско великого визиря двигалось вперёд чрезвычайно медленно: только к 7 сентября (18 сентября) основные силы турок достигли деревни Маринешти (Мэрэшешти) и расположились там лагерем. Юсуф-паша все ещё намеревался вытеснить австрийцев из Молдавского княжества, но подходящее для этого время было им упущено. Три дня до подхода к Маринешти великий визирь пребывал в полном бездействии: либо потому, что ожидал подхода подкреплений (этой версии придерживался Суворов), либо потому, что прежде всего желал получить известия об успехах Хасан-паши. Кроме того, движения султанского войска затруднялись и замедлялись вследствие многочисленности находившихся под началом Юсуфа-паши сил, немалого количества представителей свиты и прислуги, а также большого обоза: к примеру, для перевозки палатки, котлов, кофейников и вёдер на 20 янычар требовался один верблюд, каждые 10 янычар также располагали вьючной лошадью, а любой татарин мог иметь столько лошадей, сколько хотел — обычно трёх либо четырёх.
8 сентября (19 сентября) авангард войска великого визиря вошёл в соприкосновение с австрийцами, вынудив их отступить за реку Мильков. 9 сентября (20 сентября) Юсуф-паша расширил позиции своих сил влево, и авангард турок расположился лагерем при деревне Тырго-Кукули. Таким образом, султанское войско оказалось растянуто более чем на 21 версту.

## Силы и расположение войск сторон
10 сентября (21 сентября) войска Суворова, преодолев при неблагоприятных погодных условиях более 80 вёрст за 70 часов, прибыли к Фокшанам и соединились с корпусом принца Кобургского. В состав отряда Суворова входили 9 не полностью укомплектованных батальонов пехоты, 9 эскадронов карабинеров, 2 казачьих полка и тысяча арнаутов (итого около 6,5 тыс. человек). Корпус принца Кобургского включал в себя 10 батальонов пехоты и 30 эскадронов кавалерии (всего около 18 тыс. человек). Таким образом, численность объединённых русско-австрийских войск составляла приблизительно 25 тыс. солдат и офицеров.
Пространство между реками Рымна и Рымник, на котором великий визирь остановил своё войско, имело важное значение как узел важнейших путей от реки Бузео к деревне Тырго-Кукули и от города Браилова к деревне Маринешти. В этом месте турки расположились тремя уступами. На сильно укреплённой позиции у Тырго-Кукули находилось 12 тыс. султанских воинов под руководством Хаджи Сойтар-паши (Хаджи Сальтари-паши). В состав отряда Хаджи-паши входили остатки разгромленного под Фокшанами османского войска числом до 6 тыс. человек. У Маринешти укрепилась основная масса визирской армии под началом Аги-паши — 70 тыс. воинов, из них 20 тысяч янычар. Сам Юсуф-паша с 20 тысячами воинов располагался у селения Одая, ещё не переправившись через Рымник. Занятая турками позиция была достаточно просторна для развёртывания значительных сил султанского войска, а свойства местности соответствовали характеру действия главного элемента их вооружённых сил — конницы, которая могла использовать овраги в качестве отличных исходных направлений для атак. В распоряжении османской пехоты находился ряд заранее подготовленных опорных пунктов: леса Каята и Крынгу-Мейлор, деревня Бокса.
Укреплённая турецкая позиция возле Тырго-Кукули с фронта была прикрыта непреодолимой вброд Рымной, слева — непроходимой болотистой местностью, справа же атака против отряда Хаджи-паши была возможна, но наступательные действия в этом направлении были затруднены оврагом с труднодоступным болотистым дном, а главное — атакующий эту часть позиции подставлял свой левый фланг под удары части султанского войска, находившейся у Маринешти. В свою очередь, наступление на укреплённую позицию возле Маринешти должно было вестись по местности, в высшей степени благоприятствующей атакам сильной османской конницы. С фронта эта позиция была прикрыта оврагом, а также усилена лесом Крынгу-Мейлор и селением Бокса. Вместе с тем направляющийся к ней подставлял свой правый фланг, а затем и тыл под удары отряда Хаджи-паши. Таким образом, несмотря на разъединённое положение, обе части общей турецкой позиции находились во взаимной связи и могли в случае необходимости оказать друг другу помощь либо заставить русско-австрийскую армию произвести одновременную атаку по двум расходящимся направлениям, что представлялось маловероятным вследствие численного превосходства султанского войска.

## План атаки турецких позиций
План атаки турецких позиций был составлен Суворовым на основании данных рекогносцировки. Согласно замыслу полководца, русско-австрийским соединениям предстояло переправиться ночью через Рымну у деревни Чорешти и леса Богача, то есть вне сферы действия турок. После переправы русские войска должны были наступать уступом в сторону Тырго-Кукули, поднимаясь вверх по Рымне, и произвести атаку на отряд Гаджи-паши. Одновременно австрийскому корпусу предписывалось обеспечить прикрытие тыла и фланга своих союзников со стороны Крынгу-Мейлора и идти в наступление в этом направлении. Нанеся поражение отряду Гаджи-паши, русские войска должны были изменить фронт атаки и начать движение на Боксу, а австрийцы в это же время — податься вперёд и вправо для сближения с подразделениями Суворова. После захвата Боксы отрядом русского полководца союзникам предстояло совместно атаковать главные позиции султанского войска. Разгромив турок, русско-австрийская армия должна была преследовать их за Рымник.

## Ход сражения

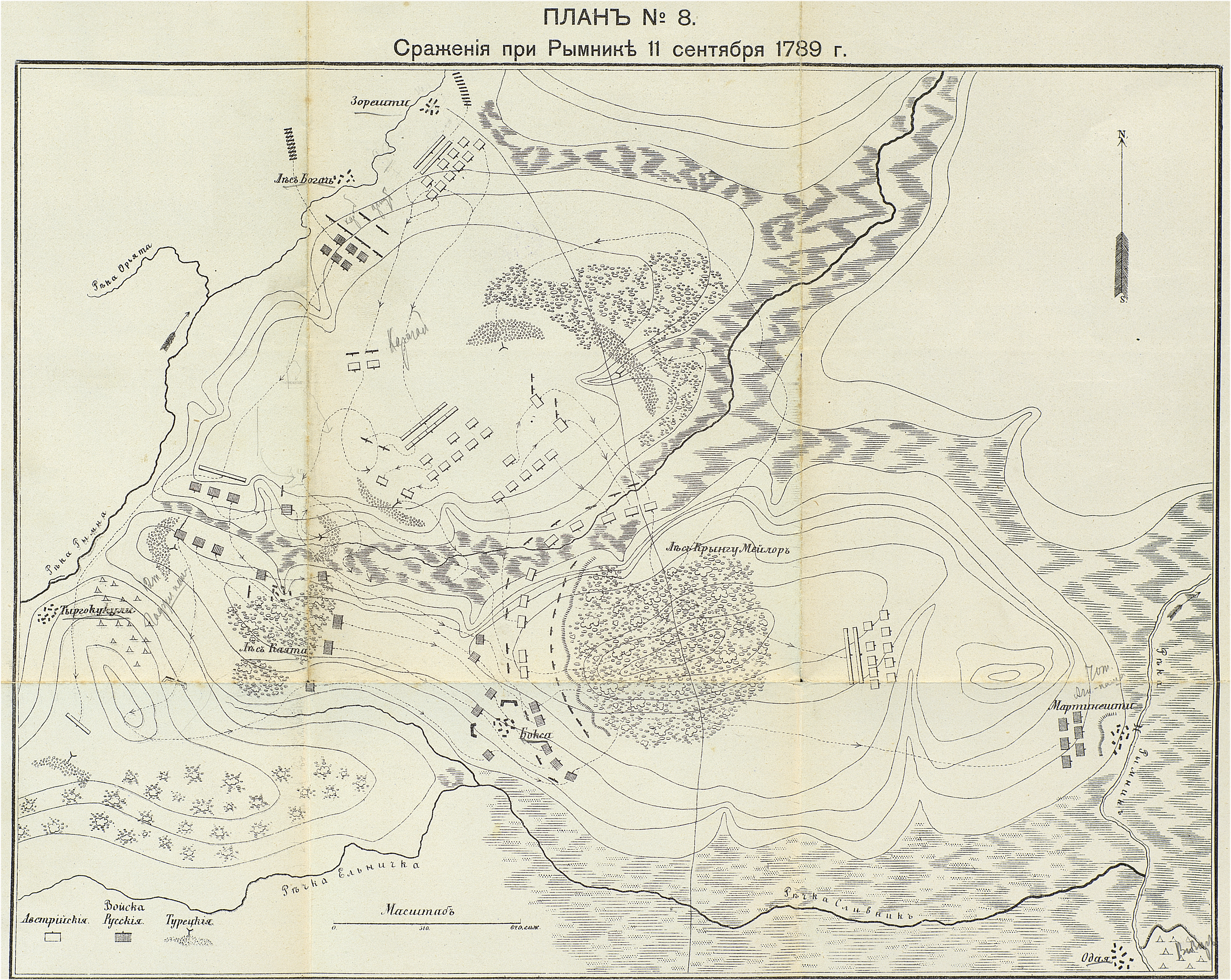
План сражения при Рымнике

Выдвижение союзных войск двумя колоннами началось в ночь на 11 (22) сентября. Переправившись через Рымну, русские войска в 6 часов утра пошли в наступление. Подойдя на расстояние 1,5 км от передней линии обороны турок в лагере Тырго-Кукули, войска попали под огонь артиллерии. Подавив артиллерию и отбив атаку турецкой конницы, суворовские войска после ожесточённого боя захватили лагерь Тырго-Кукули, заставив турок бежать к реке Рымник. После взятия первого лагеря русские войска продолжили наступление к деревне Бокзы. Тем временем австрийские отряды отбили атаку 15-тысячной турецкой конницы, стремившейся разъединить войска союзников.
Захватив турецкие укрепления у деревни Бокзы, войска Суворова соединились с австрийскими войсками. После получасового отдыха, в три часа дня началась атака на главный лагерь турок у леса Крынгу-Мейлор. Австрийские части пошли на центр позиций турок, где завязался длительный бой. В это время Суворов со своими войсками зашёл во фланг Юсуфа-паши. Увидев, что укрепления на этом участке недостроены, он мгновенно принял решение атаковать турецкие позиции конницей. Конница преодолела укрепления и ворвалась в турецкий лагерь, следом за ней ворвалась пехота, которая начала истреблять турецких солдат. Среди них началась паника, они начали беспорядочно отступать к переправе близ Маринешти, преследуемые русскими войсками, которые ворвались в лагерь вслед за отступающими. Попытка Юсуфа-паши организовать оборону переправы провалилась: её защитники были сметены огромным числом беспорядочно отступавших турецких солдат. Во время переправы началась свалка, турки конные и пешие бросались в воду и тысячами тонули. При отступлении турецкие войска понесли бо́льшие потери, чем во время боя. Значительная часть войск рассеялась, преследуемая русскими отрядами. За смелые и решительные наступательные действия против превосходящих сил противника австрийцы прозвали Суворова «Генерал Вперёд».

## Потери войск сторон
Всё поле сражения на расстоянии шести вёрст от Крынгу-Мейлора до Мартинешти было буквально покрыто телами турецких воинов — потери османского войска убитыми на этом поле составили 8 тысяч человек. Более 2 тысяч турок погибло на переправе. Кроме того, на высотах между Крынгу-Мейлором и Тырго-Кукули полегло ещё более 5 тысяч османских воинов. За весь день 22 сентября союзниками было взято в плен не более 400 турок. Таким образом, потери войска Юсуф-паши только убитыми в день сражения составили не менее 15 тысяч человек.
На рассвете 23 сентября принц Кобургский отправил в крынгу-мейлорский лес батальон пехоты и небольшие отряды гусар для уничтожения скрывавшихся там остатков армии визиря. В ходе этой операции турки потеряли более 2 тысяч воинов. Сам Юсуф-паша доносил, что общие потери его войск превышают 20 тысяч человек.
Трофеями союзников стали 67 полевых и 7 осадных орудий, 6 мортир, 100 знамён, три османских лагеря, множество лошадей, верблюдов, припасов и прочего имущества, в том числе захваченная в последнем лагере турок богатая ставка Юсуф-паши из золотой и серебряной парчи. Союзники также обнаружили, что великий визирь приказал заблаговременно заготовить множество цепей, чтобы заковывать в них пленных, которых султанский полководец предполагал захватывать тысячами. Об одной из таких цепей длиной в десять шагов и весом примерно в один квинтал (48,95 кг) упомянул принц Кобургский в письме Суворову.
Потери русско-австрийских войск не превышали 500 человек убитыми.

## После сражения
После сражения при Рымнике около 15 тысяч воинов визирской армии бежали в Бузео и далее к Рущуку, где переправились через Дунай, намереваясь добраться до сборного пункта в Шумле. Другая часть разбитого османского войска, численностью от 15 до 20 тысяч человек, после битвы бежала к Браилову, перешла в этом месте через Дунай и собралась в Мачине. Визирь отдал распоряжение этим воинам также направиться к Шумле.

## Значение

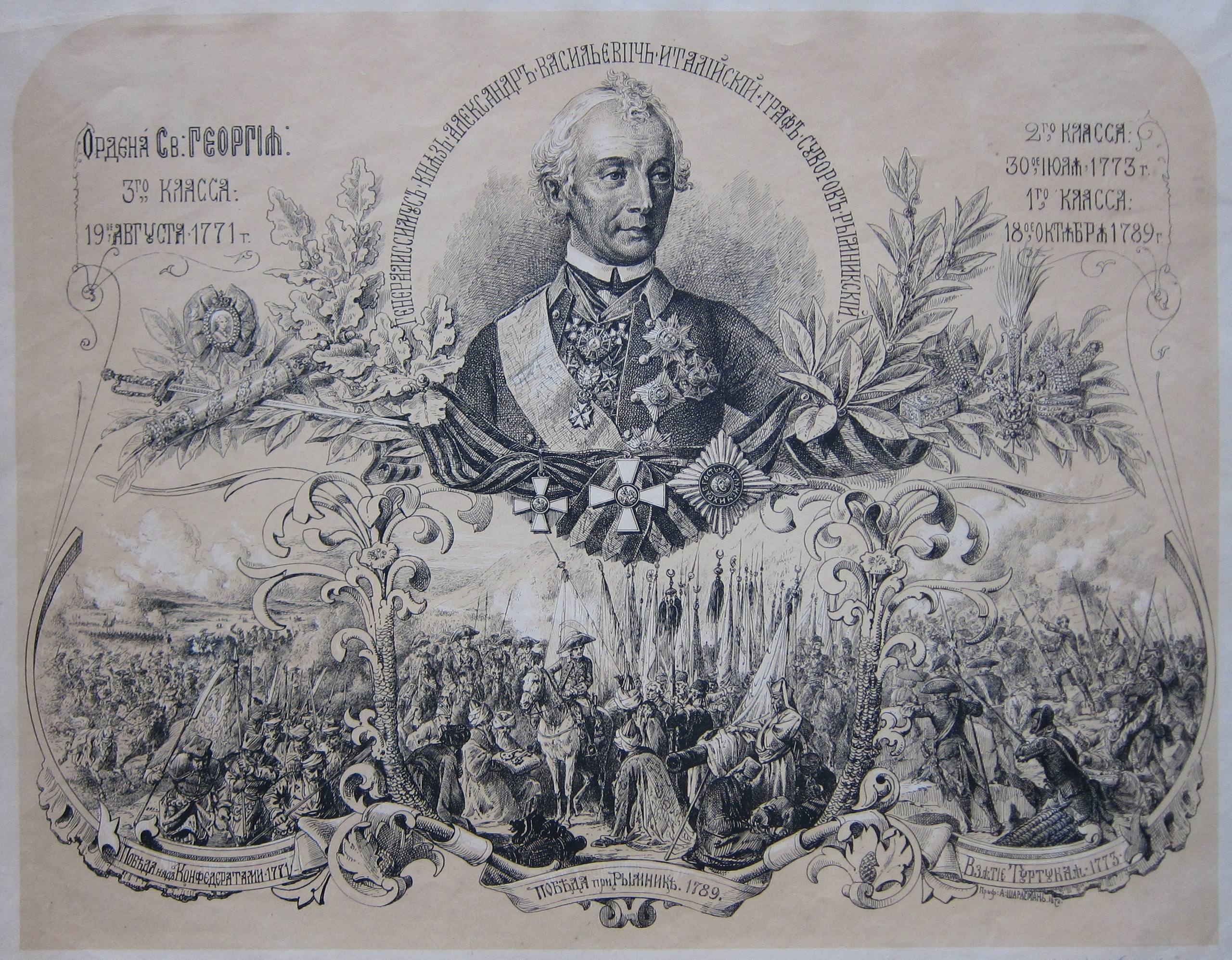
Гравированный портрет генералиссимуса Суворова, выполненный в 1870 году, на котором победа при Рымнике символически изображена в центре гравюры

Победа при Рымнике стала одной из наиболее блистательных побед Александра Суворова. За победу в ней он был возведён Екатериной II в графское достоинство с названием Рымникский, получил бриллиантовые знаки Андреевского ордена, шпагу, осыпанную бриллиантами с надписью «Победителю визиря», бриллиантовый эполет, драгоценный перстень и Орден Святого Георгия 1-й степени. Император Иосиф II пожаловал Суворову титул графа Священной Римской империи.
В честь победы русских войск в сражении при Рымнике назван мыс Рымник на острове Сахалин (мыс нанесён на карту в 1805 году И. Ф. Крузенштерном на шлюпе «Надежда», тогда же было присвоено название мысу).